# Замок Ейркорт
Замок Ейркорт (англ. Eyrecourt Castle, ірл. Caislean Dún an Uchta) — замок Дун ан Ухта — один із замків Ірландії в графстві Ґолвей. Замок був збудований у XVII столітті як житловий особняк. Назву Ейркорт дав йому полковник Райн Гон на честь англійського військового Джона Ейра, що відзначився під час громадянської війни на Британських островах і під час завоювання Ірландії Кромвелем і отримав за це земельні володіння.

## Опис замку
Замок Ейркорт був одним з перших прикладів класичного заміського будинку в Ірландії, що мали ознаки оборонної споруди одночасно. Замок являє собою двоповерховий будинок з 7 відсіками, побудований симетрично, з центральними сходами і має зал, що займає майже третину від загального простору. У свій час це була в Ірландії вражаюча сучасна резиденція для так званого «нового поміщика». У в 1731 році Мері Гранвіль написала, що замок мав «безліч прекрасних елементів, які виглядали дуже по-англійськи» в парковій зоні навколо будинку. Річард Камберленд, кілька десятиліть потому, назвав замок Ейркорт «просторим особняком, що має не кращий ремонт». Маєток на початку XX століття перетворився в цілковиту руїну, був частково відреставрований Товариством історичної спадщини Ірландії у 1990 роки.
Найбільш цікаві і примітні риси замку Ейркорт — чисельні різьблення по дереву, масивні старовинні двері і ворота, барочні сходи — це були одні з перших парадних сходів збудованих в Ірландії. Були в свій час прикрашені рослинним візерунком та гротескними масками на перилах. Замок будували голландські майстри та майстер французького походження Джеймс Табарі. Архітектура наслідувала так званий «дизайн Серліо».
Замок мав девіз над дверима до головного залу: «Ласкаво просимо в будинок свободи», а також свою власну невелику каплицю, побудовану в 1677 році. Місцева традиція говорить, що замок був використаний як табір вільямітами армії Гінкелла після битви під Авгрім у 1691 році.

## Історія замку Ейркорт
У 1662 році полковник Джон Ейр отримав 800 акрів (320 га) землі в нагороду за свою службу під час війни в ірландської кампанії Кромвеля. Він побудував замок в 1660 році або на початку 1670-х років. Полковник Джон Ейр був згодом депутатом від графства Ґолвей і шерифом графства Ґолвей у 1681 році. Після його смерті в 1685 році майно і землі перейшли до його старшого сина Джона (відомого як Прауд Ейр). Від нього замок і землі перейшли своєю чергою, до його сина Джорджа (шерифа з 1706 року, але він помер молодим в 1710 році), а потім до його брата Джона (шериф з 1724 року), а потім до третього брата — Ревда. Потім до Гіла — настоятеля Кіллалоу і Кланферта. Від Гіла замок і землі перейшли у власність до його сина Джона, що отримав титул барона Ейр. Лорд Ейр помер бездітним в 1781 році і його рід на цьому припинився.
Замок, однак, успадкував його племінник підполковник Гілс Ейр (шериф з 1798 року), який витратив багато грошей на невдалу передвиборчу кампанію. Він залишив замок своєму старшому синові Джону (1794—1856). Джон був убитий під час полювання, і замок перейшов до його сина, теж Джона (1820—1890). Після смерті останнього в 1890 році замок отримав Вільям Генрі Грегорі Ейр, помічник земельного комісара.
У 1883 році Ейри були визнані банкрутами й садиба та замок були виставлені на продаж. До 1920 року замок був в занепаді та руїнах і близько 1950 був придбаний Вільямом Рандольфом Герстом. Деякі мистецькі деталі замку досі зберігаються в сховищі в Детройтському інституті мистецтв.